# Svarthamar (berg i Västlandet)
Svarthamar är ett berg i republiken Island. Det ligger i regionen Västlandet, 130 km norr om huvudstaden Reykjavík. Toppen på Svarthamar är 797 meter över havet, eller 317 meter över den omgivande terrängen. Bredden vid basen är 5,0 km.
Trakten runt Svarthamar är nära nog obefolkad, med mindre än två invånare per kvadratkilometer. Närmaste större samhälle är Reykhólar, omkring 19 kilometer norr om Svarthamar. Trakten runt Svarthamar består i huvudsak av gräsmarker.